# Colotlán
Colotlán es una localidad mexicana, cabecera del municipio homónimo, situada en el estado de Jalisco. Se ubica en el norte del estado, perteneciendo a la región Norte.

## Historia
La localidad cuenta con una rica historia que se remonta a la llegada de los españoles a la región en 1530, bajo el mando de Pedro Almíndez Chirinos. En ese momento, no encontraron una población de gran importancia, pero posteriormente, el jefe Zacatecas lideró la resistencia contra la conquista, pereciendo en la Guerra del Mixtón.
En 1546, Juan de Tolosa, enviado por Cristóbal de Oñate, convenció a los indígenas de la región para aceptar la presencia española, utilizando dádivas y argumentando que su objetivo era dar a conocer el verdadero dios. La fundación española de Colotlán fue llevada a cabo por Lucas Téllez, propietario de la Hacienda de Tochopa, con el permiso del virrey Luis de Velasco. El virrey envió 400 familias tlaxcaltecas para poblar la región y contribuir a la pacificación y conquista de los chichimecas.
En 1589, el capitán Miguel Caldera y el escribano Daniel Núñez cedieron tierras para la fundación de Colotlán. El poblado se dividió en tres barrios: Tlaxcala, habitado por tlaxcaltecas y la nobleza española; Soyatlán, nombrado por la abundancia de soyate, donde vivían los aborígenes; y Tochopa, habitado por avecindados.
En 1824, Colotlán se constituyó como uno de los 26 departamentos provisionales en los que se dividió el estado de Jalisco, con la categoría de villa. En 1825, se convirtió en la cabecera del 8° cantón, y en 1844 se estableció un ayuntamiento mediante un decreto. Finalmente, el 19 de febrero de 1833, se le otorgó el título de ciudad a la villa de Colotlán.

## Educación
En Colotlán se encuentra el Centro Universitario del Norte (CUNORTE) fundado en 2000, perteneciente a la Universidad de Guadalajara. En dicho centro se imparten carreras del área de la salud, ciencias biológicas e ingenierías computacionales. También se cuenta con ciencias sociales y de la cultura.

## Geografía
La localidad de Colotlán se ubica en el centro-norte del municipio de Colotlán, el cual se encuentra ubicado en el norte del estado de Jalisco. Colotlán se ubica dentro de un valle; el suelo predominante es el luvisol y el leptosol.

### Clima
El clima de Colotlán es semiseco, siendo las estaciones más secas: invierno y primavera.
La temperatura media anual de Colotlán es de 19.2 °C; mientras que la precipitación anual es de 601.4 mm.
| Parámetros climáticos promedio de Colotlán, Jalisco | Parámetros climáticos promedio de Colotlán, Jalisco | Parámetros climáticos promedio de Colotlán, Jalisco | Parámetros climáticos promedio de Colotlán, Jalisco | Parámetros climáticos promedio de Colotlán, Jalisco | Parámetros climáticos promedio de Colotlán, Jalisco | Parámetros climáticos promedio de Colotlán, Jalisco | Parámetros climáticos promedio de Colotlán, Jalisco | Parámetros climáticos promedio de Colotlán, Jalisco | Parámetros climáticos promedio de Colotlán, Jalisco | Parámetros climáticos promedio de Colotlán, Jalisco | Parámetros climáticos promedio de Colotlán, Jalisco | Parámetros climáticos promedio de Colotlán, Jalisco | Parámetros climáticos promedio de Colotlán, Jalisco |
| Mes                                                 | Ene.                                                | Feb.                                                | Mar.                                                | Abr.                                                | May.                                                | Jun.                                                | Jul.                                                | Ago.                                                | Sep.                                                | Oct.                                                | Nov.                                                | Dic.                                                | Anual                                               |
| --------------------------------------------------- | --------------------------------------------------- | --------------------------------------------------- | --------------------------------------------------- | --------------------------------------------------- | --------------------------------------------------- | --------------------------------------------------- | --------------------------------------------------- | --------------------------------------------------- | --------------------------------------------------- | --------------------------------------------------- | --------------------------------------------------- | --------------------------------------------------- | --------------------------------------------------- |
| Temp. máx. abs. (°C)                                | 34.0                                                | 41.0                                                | 40.0                                                | 42.0                                                | 47.0                                                | 48.0                                                | 40.5                                                | 41.0                                                | 42.0                                                | 41.0                                                | 36.0                                                | 35.0                                                | 48.0                                                |
| Temp. máx. media (°C)                               | 24.0                                                | 25.9                                                | 28.0                                                | 30.8                                                | 33.0                                                | 32.3                                                | 29.3                                                | 29.0                                                | 28.7                                                | 27.7                                                | 26.5                                                | 24.1                                                | 28.3                                                |
| Temp. media (°C)                                    | 14.5                                                | 15.7                                                | 17.7                                                | 20.1                                                | 22.6                                                | 23.5                                                | 21.8                                                | 21.5                                                | 21.1                                                | 19.3                                                | 17.0                                                | 15.0                                                | 19.2                                                |
| Temp. mín. media (°C)                               | 5.1                                                 | 5.6                                                 | 7.5                                                 | 9.5                                                 | 12.3                                                | 14.6                                                | 14.3                                                | 14.0                                                | 13.6                                                | 10.9                                                | 7.4                                                 | 5.9                                                 | 10.1                                                |
| Temp. mín. abs. (°C)                                | -4.0                                                | -4.5                                                | -3.2                                                | 0.0                                                 | 2.0                                                 | 1.0                                                 | 1.0                                                 | 2.0                                                 | 2.0                                                 | 2.0                                                 | -5.5                                                | -2.5                                                | -5.5                                                |
| Precipitación total (mm)                            | 17.3                                                | 8.2                                                 | 6.0                                                 | 7.7                                                 | 12.0                                                | 84.4                                                | 162.6                                               | 144.3                                               | 93.4                                                | 40.9                                                | 11.5                                                | 13.1                                                | 601.4                                               |
| Días de precipitaciones (≥ 1 mm)                    | 1.8                                                 | 0.9                                                 | 0.7                                                 | 0.8                                                 | 2.2                                                 | 9.4                                                 | 15.7                                                | 15.4                                                | 11.2                                                | 5.3                                                 | 1.6                                                 | 2.4                                                 | 67.4                                                |
| Fuente: Servicio Meteorológico Nacional             |                                                     |                                                     |                                                     |                                                     |                                                     |                                                     |                                                     |                                                     |                                                     |                                                     |                                                     |                                                     |                                                     |

#### Temperaturas extremas
La temperatura más alta registrada en Colotlán fue de 48.0 °C, el 16 de junio de 1987; mientras que la temperatura más baja fue de -5.5 °C, el 30 de noviembre de 1974.

## Demografía
De acuerdo con el Censo de Población y Vivienda realizado en marzo de 2020 por el Instituto Nacional de Estadística y Geografía (INEGI), en Colotlán había un total de 15 129 habitantes, siendo 7892 mujeres y 7237 hombres.

### Viviendas
En el censo de 2020 se registraron alrededor de 5949 viviendas, de las cuales 5946 eran particulares; siendo 4378 viviendas particulares habitadas. De las viviendas particulares habitadas: 4343 tenían piso de material diferente de tierra; 4361 disponían de energía eléctrica; 4366 disponían de escusado y/o sanitario; y 4368 disponían de drenaje.

### Evolución demográfica
| Gráfica de evolución demográfica de Colotlán entre 1900 y 2020 |
|                                                                |
| Fuente: Instituto Nacional de Estadística y Geografía          |